# Ross McMillan
Pour les articles homonymes, voir McMillan.
Pas d'image ? Cliquez ici

a Compétitions nationales et continentales officielles uniquement.

Dernière mise à jour le 4 mars 2025.
Ross McMillan, né le 2 juin 1987 à Chesterfield, est un joueur anglais de rugby à XV jouant au poste de talonneur.

## Biographie
Ross McMillan débute au rugby avec l'équipe des moins de 13 ans de Chesterfield. Il commence ses études à l'université de Sheffield Hallam qu'il interrompt pour rejoindre l'académie de rugby de Gloucester. Il joue pour Nottingham en National League 1 au cours de la saison 2005-2006. Cette même année, il inscrit l'essai victorieux de l'équipe d'Angleterre des moins de 18 ans lors de la finale de l'Association Européenne de Rugby contre la France. Il est sélectionné dans l'équipe d'Angleterre des moins de 19 ans pour participer à la coupe du monde en 2007. 
Comme beaucoup de joueurs issus de l'académie de rugby de Gloucester, il peut jouer indifféremment avec Moseley et Gloucester.